# Direct Attached Storage
In informatica un Direct Attached Storage è un dispositivo di immagazzinamento dati collegato direttamente a un server o a una workstation senza una rete a fare da tramite. Viene utilizzato principalmente come termine per differenziare gli storage non collegati a una rete dagli Storage Area Network e dai Network Attached Storage.

## Descrizione
Tra le architetture di storage il sistema DAS è stato uno dei primi sviluppati. Tradizionalmente sono delle estensioni alla capacità di immagazzinamento dati di un server che mantengono, comunque, alte prestazioni di trasferimento e accesso ai dati. I protocolli più utilizzati nella comunicazione con il server sono SCSI, SAS e Fibre Channel mentre l'interfacciamento avviene tramite un Host Bus Adapter.
I sistemi DAS, tipicamente, offrono garanzie di tolleranza ai guasti (fault tolerance) sia sui dati, grazie a sistemi RAID, che sull'hardware per mezzo di ridondanza dei controller, del raffreddamento e dell'alimentazione.
I sistemi più economici sono dei semplici contenitori per le unità di memorizzazione, senza componenti attivi come i controller, necessitano, quindi, che le logiche di accesso e di fault tolerance siano gestite dal HBA presente sul server. Di contro, i sistemi di fascia media ed elevata sono dotati di controller integrati che forniscono funzionalità RAID, rendendo possibile l'uso di HBA senza RAID dal costo inferiore. I controller integrati consentono anche di abilitare l'accesso condiviso ai dati, questo permette a più server (solitamente non più di quattro) di accedere alla stessa unità di storage logica, una caratteristica utilizzata principalmente nei cluster. In questo caso i DAS di livello più elevato diventano simili ai SAN di livello più basso.
La connessione al server diretta utilizzata nei DAS presenta alcuni limiti non trascurabili: 
- l'accesso e la condivisione delle informazioni sono difficili da gestire
- l'espansione comporta numerosi problemi
- la mancanza di flessibilità
- il coinvolgimento dei server nelle operazioni di trasferimento dati verso lo storage

Le unità di memorizzazione e il formato dei dati sono vincolati alla piattaforma a cui è connessa l'unità. Le elevate performance messe a disposizione dai server e dai dispositivi di memorizzazione non sono quindi pienamente utilizzabili, risultando spesso inadeguate rispetto alla crescente domanda di prestazioni richieste dalle applicazioni e dagli utenti. 
Le reti tradizionali utilizzano i server per l'utilizzo dei protocolli e per trasferire i dati da e verso i client. Queste istruzioni occupano un'elevata larghezza di banda, cicli macchina della CPU e molta memoria. Risulta chiaro quindi che, ogni volta che si effettuano operazioni intensive di scrittura/lettura dei dati attraverso la rete, le prestazioni generali della rete “crollano”